# Gradski muzej Karlovac
Gradski muzej Karlovac osnovan je odlukom Gradskog zastupstva od 18. prosinca 1904. godine s ciljem kako se navodi u tadašnjem obrazloženju očuvanja uspomena i starina grada. Muzej je prvotno i privremeno bio smješten u prostorijama Magistrata odnosno Gradske vijećnice. Početni muzejski fond sačinjen je od darova i donacija. U međuratnom razdoblju muzej je po pitanju djelatnosti bio inaktivan i van funkcije. Muzejska aktivnost se nakon II. svjetskog rata obnavlja, a 1945. godine osnovana je i Galerija. Prvi stručno koncipiran rad u muzeju se provodi od 1952. godine pod vodstvom Ivana Vrbanića. Muzej 1953. godine dobiva prostore u baroknoj palači tipa curiae iz 17. stoljeća na Strossmayerovom trgu, a i danas je smješten na toj adresi. Muzej predstavlja važan kulturni centar Karlovaca, ali i šire regije.

## Djelatnost
Djelatnost muzeja definirana je zakonskom legislativom vezanom uz muzeje. Muzej radi na sustavnom sabiranju, čuvanju, restauriranju i konzerviranju, prezentaciji te trajnoj zaštiti muzejske građe s područja nadležnosti muzeja.

## Građa
Muzejska građa podijeljena je u šest zbirki. Zbirke su:
- Arheološka zbirka,
- Povijesna zbirka,
- Kulturno-povijesna zbirka,
- Etnološka zbirka, i
- Galerijska zbirka.

Galerijska zbirka je smještena u zasebnom objektu. Muzej ima bogat i vrijedan fundus od oko 18.000 predmeta. Muzej radi na digitalizaciji, a u tijeku je digitalizacija Zbirke fotografija u okviru Povijesnog odjela.

## Usluge
Pružanje stručne pomoći iz područja djelatnosti muzeja, održavanje predavanja, vršenje stručnog vodstva, pružanje usluge informiranja vezano uz aktivnosti, organiziranje izložbi, objavljivanje stručnih publikacija.

## Ostale lokacije
| • Galerija „Vjekoslav Karas“, Ljudevita Šestića 3, Karlovac • Vojni kompleks Turanj • Stari grad Dubovac • Lapidarij Topusko, Hotel Toplica, Topusko • Memorijalna kuća obitelji Ribar, Vukmanić |

## Vanjske poveznice
- Službene stranice Gradskog muzeja Karlovac
- MDC | Gradski muzej Karlovac
- Gradski muzej Karlovac Hrvatska tehnička enciklopedija, portal hrvatske tehničke baštine. LZMK